# Jacob Greaves
Jacob Greaves (Cottingham, 12 settembre 2000) è un calciatore inglese, difensore dell'Ipswich Town.

## Biografia
Anche suo padre Mark è stato un calciatore professionista, che ha militato nell'Hull City dal 1996 al 2002.

## Carriera

### Hull City
Cresciuto nel settore giovanile dell'Hull City, l'8 agosto 2019 viene ceduto in prestito per sei mesi al Cheltenham Town, in League Two. Nel gennaio 2020, il prestito viene esteso fino al termine della stagione. Rientrato dal prestito, esordisce in prima squadra l'8 agosto, in occasione dell'incontro di EFL Trophy perso per 1-2 contro il Leicester City U-21. Il 17 ottobre esordisce anche in campionato, disputando l'incontro di League One vinto per 0-3 contro il Rochdale. Il 12 novembre firma il suo primo contratto con le Tigri, di durata triennale. Al termine della stagione, contribuisce alla promozione della squadra in Championship. Debutta in quest'ultima categoria il 7 agosto 2021, nella vittoria per 1-4 contro il Preston North End. Il 18 agosto 2022 estende il suo contratto fino al 2026, venendo anche nominato come vice capitano della squadra.

### Ipswich Town
Il 12 luglio 2024 si trasferisce a titolo definitivo all'Ipswich Town per 21 milioni di euro.

## Statistiche

### Presenze e reti nei club
Statistiche aggiornate al 17 agosto 2022.
| Stagione         | Squadra          | Campionato       | Campionato | Campionato | Coppe nazionali | Coppe nazionali | Coppe nazionali | Coppe continentali | Coppe continentali | Coppe continentali | Altre coppe | Altre coppe | Altre coppe | Totale | Totale |
| Stagione         | Squadra          | Comp             | Pres       | Reti       | Comp            | Pres            | Reti            | Comp               | Pres               | Reti               | Comp        | Pres        | Reti        | Pres   | Reti   |
| ---------------- | ---------------- | ---------------- | ---------- | ---------- | --------------- | --------------- | --------------- | ------------------ | ------------------ | ------------------ | ----------- | ----------- | ----------- | ------ | ------ |
| 2019-2020        | Cheltenham Town  | FL2              | 29         | 0          | FACup+CdL       | 2+1             | 0               | -                  | -                  | -                  | FLT         | 3           | 0           | 35     | 0      |
| 2020-2021        | Hull City        | FL1              | 39         | 0          | FACup+CdL       | 1+0             | 0               | -                  | -                  | -                  | FLT         | 1           | 0           | 41     | 0      |
| 2021-2022        | Hull City        | FLC              | 46         | 0          | FACup+CdL       | 1+1             | 0               | -                  | -                  | -                  | -           | -           | -           | 48     | 0      |
| 2022-2023        | Hull City        | FLC              | 44         | 4          | FACup+CdL       | 0+1             | 0               | -                  | -                  | -                  | -           | -           | -           | 45     | 4      |
| 2023-2024        | Hull City        | FLC              | 43         | 2          | FACup+CdL       | 0               | 0               | -                  | -                  | -                  | -           | -           | -           | 43     | 2      |
| Totale Hull City | Totale Hull City | Totale Hull City | 172        | 6          |                 | 4               | 0               |                    | -                  | -                  |             | 1           | 0           | 177    | 6      |
| Totale carriera  | Totale carriera  | Totale carriera  | 201        | 6          |                 | 7               | 0               |                    | -                  | -                  |             | 4           | 0           | 212    | 6      |

## Palmarès

### Club

#### Competizioni nazionali
- Football League One: 1

Hull City: 2020-2021